# Lijst van voetbalinterlands Finland - Portugal
Deze lijst van voetbalinterlands is een overzicht van alle officiële voetbalwedstrijden tussen de nationale teams van Finland en Portugal. De landen speelden tot op heden elf keer tegen elkaar. De eerste ontmoeting, een kwalificatiewedstrijd voor het Europees kampioenschap voetbal 1984, werd gespeeld in Helsinki op 22 september 1982. Het laatste duel, een vriendschappelijke wedstrijd, vond plaats op 4 juni 2024 in Lissabon.

## Wedstrijden
| №  | Plaats   | Datum             | Competitie           | Wedstrijd          | Uitslag |
| -- | -------- | ----------------- | -------------------- | ------------------ | ------- |
| 1  | Helsinki | 22 september 1982 | EK 1984 kwalificatie | Finland – Portugal | 0 – 2   |
| 2  | Lissabon | 21 september 1983 | EK 1984 kwalificatie | Portugal – Finland | 5 – 0   |
| 3  | Leiria   | 22 januari 1986   | Vriendschappelijk    | Portugal – Finland | 1 – 1   |
| 4  | Helsinki | 12 september 1990 | EK 1992 kwalificatie | Finland – Portugal | 0 – 0   |
| 5  | Porto    | 11 september 1991 | EK 1992 kwalificatie | Portugal – Finland | 1 – 0   |
| 6  | Porto    | 27 maart 2002     | Vriendschappelijk    | Portugal – Finland | 1 – 4   |
| 7  | Helsinki | 6 september 2006  | EK 2008 kwalificatie | Finland – Portugal | 1 – 1   |
| 8  | Porto    | 21 november 2007  | EK 2008 kwalificatie | Portugal – Finland | 0 – 0   |
| 9  | Faro     | 11 februari 2009  | Vriendschappelijk    | Portugal – Finland | 1 – 0   |
| 10 | Porto    | 29 maart 2011     | Vriendschappelijk    | Portugal – Finland | 2 – 0   |
| 11 | Lissabon | 4 juni 2024       | Vriendschappelijk    | Portugal − Finland | 4 − 2   |

## Samenvatting
| Competitie        | Totaal gespeeld | Winst Finland | Gelijk | Winst Portugal | Doelsaldo Finland – Portugal |
| ----------------- | --------------- | ------------- | ------ | -------------- | ---------------------------- |
| EK-kwalificatie   | 6               | 0             | 3      | 3              | 1 − 9                        |
| Vriendschappelijk | 5               | 1             | 1      | 3              | 7 − 9                        |
| Totaal            | 11              | 1             | 4      | 6              | 8 − 18                       |

Wedstrijden bepaald door strafschoppen worden, in lijn met de FIFA, als een gelijkspel gerekend.

## Details

### Eerste ontmoeting
| EK 1984 kwalificatie (Helsinki, Finland, 22 september 1982): |       |                                     |
| Finland                                                      | 0 – 2 | Portugal                            |
|                                                              | goals | 15' Nené 88' António Jesus Oliveira |

### Tweede ontmoeting
| EK 1984 kwalificatie (Lissabon, Portugal, 21 september 1983):                      |       |         |
| Portugal                                                                           | 5 – 0 | Finland |
| Rui Jordão 18' Carlos Manuel 23' Jukka Ikäläinen 47' (e.d.) José Luis 83' Toni 86' | goals |         |

### Derde ontmoeting
| Vriendschappelijk (Leiria, Portugal, 22 januari 1986): |       |               |
| Portugal                                               | 1 – 1 | Finland       |
| Diamantino Miranda 72'                                 | goals | 14' Ari Hjelm |

### Vierde ontmoeting
| EK 1992 kwalificatie (Helsinki, Finland, 12 september 1990): |       |          |
| Finland                                                      | 0 – 0 | Portugal |
|                                                              | goals |          |

### Zevende ontmoeting
| EK 2008 kwalificatie (Helsinki, Finland, 6 september 2006): |              | |
| Finland | 1 – 1        | Portugal |
| Jonatan Johansson 21' | goals        | 42' Nuno Gomes |
| Roy Hodgson | bondscoach   | Luiz Felipe Scolari |
| Jussi Jääskeläinen Petri Pasanen Hannu Tihinen Sami Hyypiä Toni Kallio Teemu Tainio Mika Väyrynen Markus Heikkinen Joonas Kolkka 82' Jari Litmanen Jonatan Johansson 65' | opstellingen | Ricardo Pereira Marco Caneira Ricardo Costa Ricardo Carvalho Nuno Valente Costinha Petit Cristiano Ronaldo 85' Deco 56' Nani 76' Nuno Gomes |
| Shefki Kuqi 65' Aleksej Jerjomenko 82' | wissels      | 56' Ricardo Rocha 76' João Moutinho 85' Tiago Mendes                                                                                        |
| Jari Litmanen 31' Markus Heikkinen 66' Aleksej Jerjomenko 90' | gele kaarten | 68' Petit |
| | rode kaarten | 34', 53' Ricardo Costa |

### Negende ontmoeting
| Vriendschappelijk (Faro, Portugal, 11 februari 2009): |       |         |
| Portugal                                              | 1 – 0 | Finland |
| Cristiano Ronaldo 77' (pen.)                          | goals |         |

### Tiende ontmoeting
| Vriendschappelijk (Porto, Portugal, 29 maart 2011): |       |         |
| Portugal                                            | 2 – 0 | Finland |
| Rúben Micael 10' Rúben Micael 71'                   | goals |         |

Finse voetbalbond · A-internationals · Bondscoaches · Statistieken · Fins vrouwenelftal · Olympisch elftal · Finland U21 · Finland U20 · Finland U19 · Finland U18 · Finland U17 · Finland U16
1911 – 1919 ·
1920 – 1929 ·
1930 – 1939 ·
1940 – 1949 ·
1950 – 1959 ·
1960 – 1969 ·
1970 – 1979 ·
1980 – 1989 ·
1990 – 1999 ·
2000 – 2009 ·
2010 – 2019 ·
2020 − 2029
EK 2020
OS 1912 ·
OS 1936 ·
OS 1952 ·
OS 1980
1911 · 
1912 · 
1913 · 
1914 · 
1915 · 1916 · 1917 · 1918 · 
1919 · 
1920 · 
1921 · 
1922 · 
1923 · 
1924 · 
1925 · 
1926 · 
1927 · 
1928 · 
1929 · 
1930 · 
1931 · 
1932 · 
1933 · 
1934 · 
1935 · 
1936 · 
1937 · 
1938 · 
1939 · 
1940 · 
1941 · 
1942 · 
1943 · 
1944 · 
1945 · 
1946 · 
1947 · 
1948 · 
1949 · 
1950 · 
1952 · 
1952 · 
1953 · 
1954 · 
1955 · 
1956 · 
1957 · 
1958 · 
1959 · 
1960 · 
1961 · 
1962 · 
1963 · 
1964 · 
1965 · 
1966 · 
1967 · 
1968 · 
1969 · 
1970 · 
1971 · 
1972 · 
1973 · 
1974 · 
1975 · 
1976 · 
1977 · 
1978 · 
1979 · 
1980 · 
1981 · 
1982 · 
1983 · 
1984 · 
1985 · 
1986 · 
1987 · 
1988 · 
1989 · 
1990 · 
1991 · 
1992 · 
1993 · 
1994 · 
1995 · 
1996 · 
1997 · 
1998 · 
1999 · 
2000 · 
2001 · 
2002 · 
2003 · 
2004 · 
2005 · 
2006 · 
2007 · 
2008 · 
2009 · 
2010 · 
2011 · 
2012 · 
2013 · 
2014 · 
2015 · 
2016 · 
2017 · 
2018 ·
2019 ·
2020
Albanië ·
Algerije ·
Andorra ·
Armenië ·
Azerbeidzjan ·
Bahrein ·
Barbados ·
België ·
Bermuda ·
Bolivia ·
Bosnië en Herzegovina ·
Brazilië ·
Bulgarije ·
Canada ·
Chili ·
China ·
Colombia ·
Costa Rica ·
Cyprus ·
Denemarken ·
DDR ·
(West-)Duitsland ·
Ecuador ·
Egypte ·
Engeland ·
Estland ·
Faeröer ·
Frankrijk ·
Georgië ·
Griekenland ·
Honduras ·
Hongarije ·
Ierland ·
IJsland ·
India ·
Irak ·
Israël ·
Italië ·
Japan ·
Jemen ·
Joegoslavië ·
Jordanië ·
Kameroen ·
Kazachstan ·
Koeweit ·
Kosovo ·
Kroatië ·
Letland ·
Liechtenstein ·
Litouwen ·
Luxemburg ·
Maleisië ·
Malta ·
Marokko ·
Mexico ·
Moldavië ·
Montenegro ·
Nederland ·
Noord-Ierland ·
Noord-Korea ·
Noord-Macedonië ·
Noorwegen ·
Oekraïne · 
Oman ·
Oostenrijk ·
Peru ·
Polen ·
Portugal ·
Qatar ·
Roemenië ·
Rusland ·
San Marino ·
Saoedi-Arabië ·
Schotland ·
Servië ·
Servië en Montenegro ·
Singapore ·
Slovenië ·
Slowakije ·
Sovjet-Unie ·
Spanje ·
Thailand ·
Trinidad en Tobago ·
Tsjechië ·
Tsjecho-Slowakije ·
Tunesië ·
Turkije ·
Uruguay ·
Verenigde Arabische Emiraten ·
Verenigde Staten ·
Wales ·
Wit-Rusland ·
Zuid-Korea ·
Zweden ·
Zwitserland
België (2021) · 
Denemarken (2021) · 
Rusland (2021)
FPF · A-internationals · Selecties · Statistieken · Bondscoaches · Portugees vrouwenelftal · Olympisch elftal · Portugal U21 · Portugal U20 · Portugal U19 · Portugal U18 · Portugal U17 · Vrouwen U17
1921 – 1929 · 
1930 – 1939 · 
1940 – 1949 · 
1950 – 1959 · 
1960 – 1969 · 
1970 – 1979 · 
1980 – 1989 · 
1990 – 1999 · 
2000 – 2009 · 
2010 – 2019 · 
2020 – 2029
EK's: 1984 · 
1996 · 
2000 · 
2004 · 
2008 · 
2012 · 
2016 · 
2020 · 
2024
WK's: 1966 · 
1986 · 
2002 · 
2006 · 
2010 · 
2014 · 
2018 · 
2022
OS: 1928 · 
1996 · 
2004 · 
2016
1921 · 
1922 · 
1923 · 
1924 · 
1925 · 
1926 · 
1927 · 
1928 · 
1929 · 
1930 · 
1931 · 
1932 · 
1933 · 
1934 · 
1935 · 
1936 · 
1937 · 
1938 · 
1939 · 
1940 · 
1942 · 
1943 · 1944 · 
1945 · 
1946 · 
1947 · 
1948 · 
1949 ·
1950 · 
1951 · 
1952 · 
1953 · 
1954 · 
1955 · 
1956 · 
1957 · 
1958 · 
1959 ·
1960 · 
1961 · 
1962 ·
1963 ·
1964 · 
1965 · 
1966 · 
1967 · 
1968 · 
1969 ·
1970 · 
1971 · 
1972 · 
1973 · 
1974 · 
1975 · 
1976 · 
1977 · 
1978 · 
1979 ·
1980 · 
1981 · 
1982 · 
1983 · 
1984 · 
1985 · 
1986 · 
1987 · 
1988 · 
1989 · 
1990 · 
1991 ·
1992 · 
1993 · 
1994 · 
1995 · 
1996 · 
1997 · 
1998 · 
1999 · 
2000 · 
2001 · 
2002 · 
2003 · 
2004 · 
2005 · 
2006 · 
2007 · 
2008 · 
2009 · 
2010 · 
2011 · 
2012 · 
2013 ·
2014 ·
2015 ·
2016 ·
2017 ·
2018 ·
2019 ·
2020 ·
2021 ·
2022
Albanië ·
Algerije ·
Andorra ·
Angola ·
Argentinië ·
Armenië ·
Azerbeidzjan ·
België ·
Bolivia ·
Bosnië-Herzegovina ·
Brazilië ·
Bulgarije ·
Canada ·
Chili ·
China ·
Cyprus ·
DDR ·
Denemarken ·
Duitsland ·
Ecuador ·
Egypte ·
Engeland ·
Estland ·
Faeröer ·
Finland ·
Frankrijk ·
Gabon ·
Georgië ·
Ghana ·
Gibraltar ·
Griekenland ·
Hongarije ·
Ierland ·
IJsland ·
Iran ·
Israël ·
Italië ·
Ivoorkust ·
Joegoslavië ·
Kaapverdië ·
Kameroen ·
Kazachstan ·
Koeweit ·
Kroatië ·
Letland ·
Liechtenstein ·
Litouwen ·
Luxemburg ·
Malta ·
Marokko ·
Mexico ·
Moldavië ·
Mozambique ·
Nederland ·
Nieuw-Zeeland ·
Nigeria ·
Noord-Ierland ·
Noord-Korea ·
Noord-Macedonië ·
Noorwegen ·
Oekraïne ·
Oostenrijk ·
Panama ·
Paraguay ·
Polen ·
Qatar ·
Roemenië ·
Rusland ·
Saoedi-Arabië ·
Schotland ·
Servië ·
Slovenië ·
Slowakije ·
Sovjet-Unie ·
Spanje ·
Tsjechië ·
Tsjecho-Slowakije ·
Tunesië ·
Turkije ·
Uruguay ·
Verenigde Staten ·
Wales ·
Zuid-Afrika ·
Zuid-Korea ·
Zweden ·
Zwitserland
Angola (2006) ·
België (2021) ·
Brazilië (2010) · 
Denemarken (2012) ·
Duitsland (2006) ·
Duitsland (2008) ·
Duitsland (2012) ·
Duitsland (2014) ·
Duitsland (2021) ·
Engeland (2000) ·
Engeland (2006) ·
Frankrijk (2006) ·
Frankrijk (2016) ·
Frankrijk (2021)  ·
Ghana (2014) ·
Griekenland (2004, 2) · 
Hongarije (2021) · 
IJsland (2016) · 
Iran (2006) ·
Iran (2018) ·
Marokko (2018) ·
Marokko (2022) ·
Mexico (2006) ·
Nederland (2006) ·
Nederland (2012) ·
Oostenrijk (2016) · 
Spanje (2012) · 
Spanje (2018) ·
Tsjechië (2008) ·
Tsjechië (2012) · 
Turkije (2008) ·
Verenigde Staten (2014) ·
Uruguay (2018) ·
Zuid-Korea (2022) · 
Zwitserland (2008) · 
Zwitserland (2022)